# KDevelop
KDevelop é um ambiente de desenvolvimento integrado livre para a plataforma KDE multiplataforma. O KDevelop não inclui um compilador, já que faz uso de compiladores externos, como o gcc para produzir código executável.
A ultima versão é a 4.7.3, lançada oficialmente em 31 de Janeiro de 2016. Suporta muitas linguagens de programação como Ada, Bash, C, C++, Fortran, Java, Javascript, Pascal, Perl, PHP, Python e Ruby. Lançado sob a GNU GPL, o KDevelop é software livre.
A partir da versão 4.1 os desenvolvedores podem trabalhar com repositórios Git diretamente, além dos já suportados em versões anteriores, como SVN e CVS.

## História
Os KDevelop 1.x e 2.x foram desenvolvidos durante um período de quatro anos do código base inicial.
Bernd Gehrmann iniciou uma rescrição completa e anunciou o KDevelop 3.x com esta mensagem de e-mail:
Uma nova IDE para um novo milênio, em 30 de março de 2001. Seu primeiro lançamento ocorreu em conjunto com o KDE 3.2 em fevereiro de 2004.
O desenvolvimento do KDevelop 3.x terminou em 2008.
O KDevelop 4.x esteve em desenvolvimento desde agosto de 2005. Ele foi completamente reescrito desde a versão anterior, e possui um núcleo central melhorado e um modelo de programação mais orientado a objetos. Em maio de 2010 a versão final do Kdevelop 4.0.0 foi lançada e em 26 de outubro de 2010, no mesmo ano, teve o lançamento da versão 4.1.

## Recursos
O KDevelop utiliza um componente editor de textos incorporado através do arcabouço KPart. O editor padrão é o KDE Advanced Text Editor, que pode ser substituído opcionalmente com um editor baseado no Qt Designer. Esta lista foca-se nos recursos do próprio KDevelop. Para recursos específicos de seus componentes externos, como o editor, veja o artigo sobre o Kate.
- Editor de código-fonte com realce de sintaxe e indentação automática (Kate).
- Gerenciamento de projetos para diferentes tipos de projetos, como Automake, qmake para projetos baseados em Qt e Ant para projetos baseados em Java.
- Navegador de classes.
- Construtor de GUI
- Front-end para GNU Compiler Collection.
- Front-end para GNU Debugger.
- Assistentes para gerar e atualizar definições de classes e arcabouços de software.
- Autocomplemento de código (C/C++).
- Suporte integrado ao Doxygen.
- Suporte ao controle de revisões (também conhecido como SCM). Estão entre os sistemas incluídos: CVS, Subversion, Perforce e ClearCase.

O KDevelop 3 é formado por uma arquitetura totalmente baseada em plugins. Quando um desenvolver faz uma alteração, eles só precisam compilar o plugin. Existe a possibilidade de manter vários perfis diferentes cada qual determina quais plugins devem ser carregados. O KDevelop por padrão não carrega um editor de textos, mas ao invés disto também utiliza um plugin para este propósito. O KDevelop não depende da linguagem de programação e do sistema de compilação utilizados, suportando KDE, GNOME, e muitas outras tecnologias como Qt, GTK+, e wxWidgets.
O KDevelop possui uma variedade de linguagens suportadas, incluindo C, C++, Perl, Python, PHP, Java, Fortran, Ruby, Ada, Pascal, SQL, e roteiros Bash. Sistemas de montagem suportados incluem GNU (automake), cmake, qmake, e make para projetos personalizados, o KDevelop não destrói seus próprios Makefiles se é o que você quer utilizar, e projetos de roteiros, que não precisam de um.
Autocomplemento de código está disponível para C e C++. Símbolos são mantidos em um ficheiro da Berkeley DB para consultas rápidas sem re-análises. O KDevelop também oferece um arcabouço de desenvolvimento que ajuda na criação de novos analisadores sintáticos para outras linguagens de programação.
Um depurador integrado permite fazer toda depuração com pontos de parada e trilhas de parada. Ele também funciona com plugins carregados dinamicamente, diferentemente do GDB de linha de comando.
Abertura rápida permite a navegação ágil entre ficheiros.
Atualmente, de 50 a 100 plugins existem para a IDE.  As principais incluem favoritos de código de todo um projeto, Abreviações de código permitindo que você expanda-o rapidamente, um Formatador de fonte que reformata seu código para um guia de estilo antes de salvá-lo, Busca via expressões regulares, e busca/substituição em todo um projeto que ajuda a refatorar código.